# Jean Couzy
Jean Couzy (ur. 9 lipca 1923, zm. 2 listopada 1958) – francuski wspinacz, alpinista.
Studiował inżynierię lotniczą na École polytechnique. W wieku 27 lat był członkiem ekspedycji Maurice'a Herzoga na Annapurnę. Couzy i  Lionel Terray 15 maja 1955 dokonali pierwszego wejścia na Makalu.
W Alpach Jean Couzy dokonał pierwszych wejść nowymi drogami na Aiguille de l'M niedaleko Chamonix, (trasą nazywaną teraz "la Couzy") i bardzo trudną trasą na Olan. 2 listopada 1958 został uderzony w głowę przez upadek skały na południowej ścianie płaskowyżu Bure w górach Dévoluy. Został pochowany na cmentarzu u podnóża góry, gdzie miał miejsce wypadek.